# Município de Monroe (condado de Miami, Ohio)
O município de Monroe (em inglês: Monroe Township) é um município localizado no condado de Miami no estado estadounidense de Ohio. No ano de 2010 tinha uma população de 15 553 habitantes e uma densidade populacional de 195,41 pessoas por km².

## Geografia
O município de Monroe encontra-se localizado nas coordenadas 39° 57′ 23″ N, 84° 12′ 59″ O. Segundo o Departamento do Censo dos Estados Unidos, o município tem uma superfície total de 79.59 km², da qual 78,68 km² correspondem a terra firme e (1,14 %) 0,91 km² é água.

## Demografia
Segundo o censo de 2010, tinha 15 553 pessoas residindo no município de Monroe. A densidade populacional era de 195,41 hab./km². Dos 15 553 habitantes, o município de Monroe estava composto pelo 96,39 % brancos, o 0,61 % eram afroamericanos, o 0,17 % eram amerindios, o 1,19 % eram asiáticos, o 0,5 % eram de outras raças e o 1,14 % eram de uma mistura de raças. Do total da população o 1,31 % eram hispanos ou latinos de qualquer raça.